# Último homem
Último homem (alemão: Letzter Mensch) é um termo usado pelo filósofo Friedrich Nietzsche em Assim falou Zaratustra para descrever a antítese de seu ser superior teorizado, o Übermensch, cujo aparecimento iminente é anunciado por Zaratustra. O último homem é o niilista passivo arquetípico. Ele está cansado da vida, não corre riscos e busca apenas conforto e segurança. Portanto, O Último Homem é incapaz de construir e agir com base em um ethos auto-realizado.

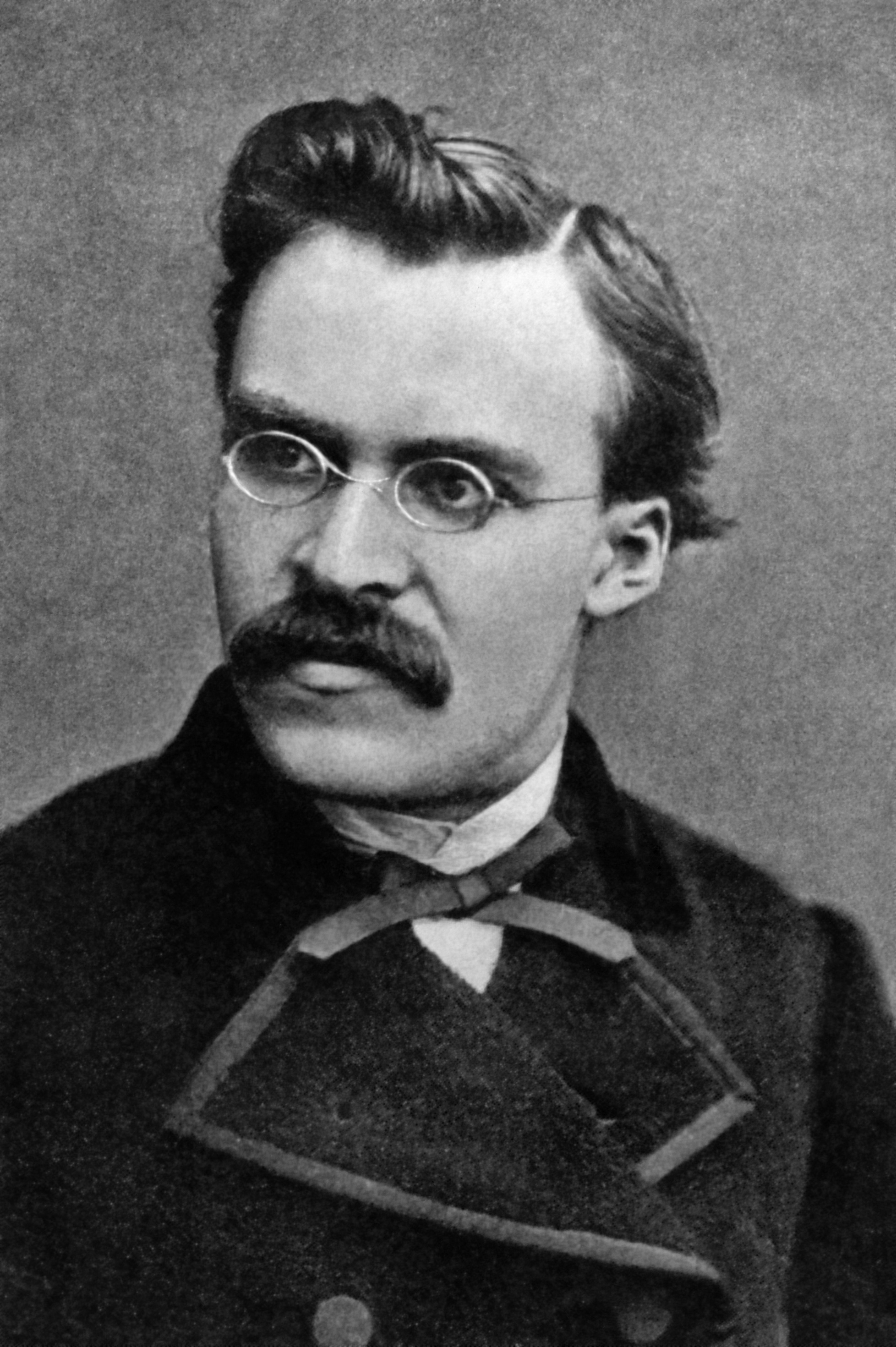
Nietzsche em 1869.

A primeira aparição do último homem foi no "Prólogo de Zaratustra". Segundo Nietzsche, o último homem é a meta que a sociedade moderna e a civilização ocidental aparentemente estabeleceram para si mesmas. Depois de tentar, sem sucesso, fazer com que a população aceite o Übermensch como meta da sociedade, Zaratustra os confronta com uma meta tão repugnante que presume que os revoltará — uma cultura que busca apenas conforto passivo e rotina, evitando tudo que poderia potencialmente trazer risco, dor ou decepção. Zaratustra falha nessa tentativa e, em vez de repelir e manipular a população para que persiga o objetivo do Übermensch, a população toma Zaratustra literalmente e escolhe a meta "nojenta" de se tornar os últimos homens. Essa decisão deixa Zaratustra desanimado e desapontado.
Nietzsche advertiu que a sociedade do último homem poderia ser estéril e decadente demais para sustentar o crescimento de uma vida humana saudável ou de grandes indivíduos. O último homem só é possível se a humanidade tiver criado uma pessoa ou sociedade apática que perde a capacidade de sonhar, de se esforçar e que se torna incapaz de correr riscos, em vez disso, simplesmente ganha a vida e se aquece. A sociedade do último homem é a antitética da vontade de poder de Nietzsche, principal força motriz e ambição por trás da natureza humana, segundo Nietzsche, assim como de todas as outras formas de vida no universo.
O último homem, previu Nietzsche, seria uma resposta ao problema do niilismo. Mas todas as implicações da morte de Deus ainda não haviam se revelado: "O evento em si é muito grande, muito distante, muito distante da capacidade de compreensão da multidão mesmo para que as novas sejam pensadas como tendo chegado ainda."
Citações iniciais do conceito de "último homem" por Nietzsche:
“Eu me considero o último filósofo porque sou o último homem. Ninguém fala comigo como eu, e minha voz chega até mim como a de uma pessoa que está morrendo.”
(eKGWB/NF-1872,19[131] - Fragmentos verão 1872 - início de 1873).
“O oposto do super-homem (Übermensch) é o último homem: eu o criei ao mesmo tempo com isso. Tudo o que é sobre-humano parece ao homem doença e loucura. Você tem que ser um mar para absorver um riacho sujo sem se sujar.”
(eKGWB/NF-1882,4[171] - Fragmentos novembro 1882 - fevereiro 1883).